# Zvonko Bego
Zvonko Bego, né le 19 décembre 1940 à Split (royaume de Yougoslavie) et mort le 13 août 2018 à Krapinske Toplice (Croatie), est un footballeur croate, international yougoslave.
Membre de la sélection yougoslave, il remporte la médaille d'or aux Jeux olympiques de 1960.

## Biographie
Zvonko Bego commence sa carrière à l'Hajduk Split, dès 1957. En 1960, à 19 ans, il est appelé par Aleksandar Tirnanić pour Jeux olympiques de 1960. Il ne joue pas du tournoi, dont la sélection remporte la médaille d'or. Il honore six sélections fin 1961, au cours de la tournée réalisée par la sélection en Asie, et marque deux buts. Il y reste dix saisons, disputant 161 matchs de championnat (pour 38 buts) et 375 matchs au total (pour 173 buts). Il est le meilleur buteur de son club en 1961-1962. Le meilleur classement du club à cette période en championnat est une 3e place en 1961.
En 1967, il quitte la Yougoslavie et signe au Bayern Munich en Allemagne. Il ne joue pas et se trouve transféré pendant l'hiver au FC Twente Enschede, aux Pays-Bas. En 1968-1969 il joue au Bayer Leverkusen, en Allemagne. Il rejoint ensuite l'Austria Salzbourg (en Autriche) et termine sa carrière dans sa région, au NK Junak de Sinj puis au NK Uskok de Klis.

## Palmarès
- Jeux olympiques
  - Médaille d’or en 1960